# Bryan Burk

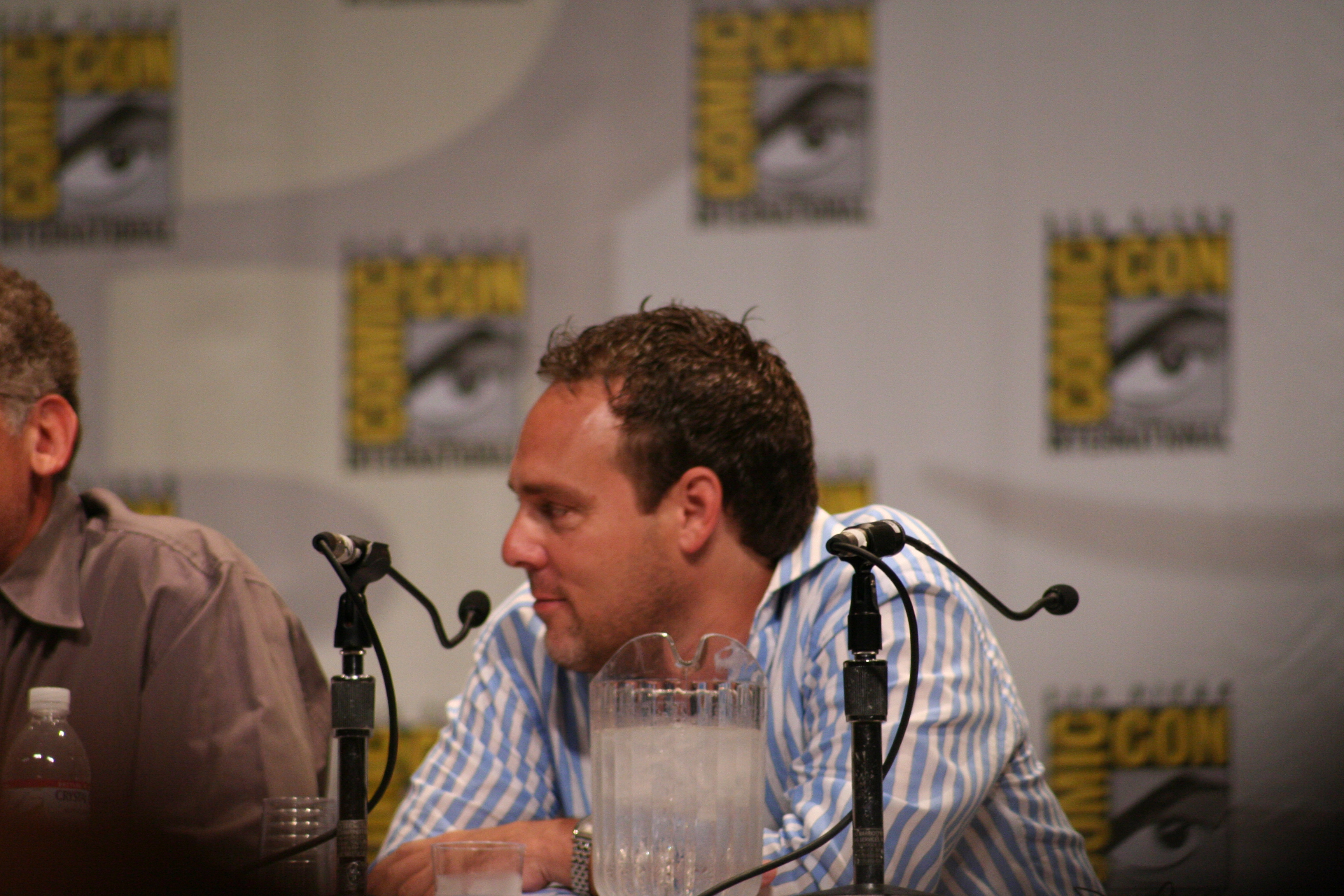
Bryan Burk an der Comic-Con 2006

Bryan Burk (* 30. Dezember 1968) ist ein US-amerikanischer Film- und Fernsehproduzent.

## Leben
Nach dem Studium an der USC School of Cinema-Television begann Burk mit verschiedenen Produzenten, darunter Brad Weston von Columbia Pictures, Ned Tanen von Sony Pictures und John Davis von Fox, zu arbeiten. 1995 ging er zu Gerber Pictures, wo er die für den Emmy Award nominierte Show James Dean entwickelte.
Zusammen mit J. J. Abrams produzierte Burk verschiedene Fernsehserien wie Alias, Six Degrees, What About Brian und Lost. Ebenfalls mit Abrams produzierte er den im Jahr 2008 erschienenen Film Cloverfield sowie den elften Star-Trek-Kinofilm Star Trek, der 2009 erschien. Für die finale fünfte Staffel der Mysteryserie Fringe – Grenzfälle des FBI arbeitete Burk 2012 wieder an der Seite von J. H. Wyman und J. J. Abrams. Dem folgten weitere gemeinsame Projekte, darunter Star Wars: Das Erwachen der Macht aus dem Jahr 2015.

## Filmografie (Auswahl)
Als Produzent
- 2008: Cloverfield
- 2010: Morning Glory
- 2011: Super 8
- 2011: Mission: Impossible – Phantom Protokoll (Mission: Impossible – Ghost Protocol)
- 2013: Star Trek Into Darkness
- 2015: Mission: Impossible – Rogue Nation
- 2015: Star Wars: Das Erwachen der Macht (Star Wars: The Force Awakens)

Als Executive Producer
- 2004–2010: Lost (Fernsehserie)
- 2008–2013: Fringe – Grenzfälle des FBI (Fringe, Fernsehserie)
- 2009: Star Trek
- 2011–2016: Person of Interest (Fernsehserie)
- 2012: Alcatraz (Fernsehserie)
- 2012–2014: Revolution (Fernsehserie)
- 2013–2014: Almost Human (Fernsehserie)
- 2016: 10 Cloverfield Lane
- 2016: 11.22.63 – Der Anschlag (11.22.63, Miniserie)
- seit 2016: Westworld (Fernsehserie)